# 世界之巅公路
世界之巅公路（英語：Top of the World Highway）是一条长127公里的公路，起始于阿拉斯加州傑克韋德非建制社区附近与泰勒公路（阿拉斯加5号公路）的交叉口，向东延伸至育空河西岸的西道森渡轮码头为止。该公路自1955年起就已存在，并且只在夏季开放。在育空的整段公路也被称为育空9号公路。阿拉斯加的部分作为泰勒公路的一部分进行标识，而阿拉斯加交通部将其称为“世界之巅公路”。

## 描述
这条公路之所以得名，是因为它在很长的一段距离内都沿着山脊边缘行走，从而能俯瞰下面的山谷。它也是纬度上世界上最北端的公路之一。更北边的两条公路是登普斯特公路（育空地区5号路）和道尔顿公路（阿拉斯加11号路）。由于缺乏树木作为遮蔽，这条公路在冬天并不特别安全，甚至对于雪上摩托車也是如此。
夏天有一艘渡船连接西道森和道森市，而居住在西道森和附近的Sunnydale的居民在冬天则会在冰上过河。育空政府计划建造一座桥，尽管道森地区的居民对是否应该建这座桥存在很大的分歧。西岸的居民直到2004年才得到了改进的电话服务，但他们没有公共电力供应。
公路上有一条50公里的支路通往克林顿溪（Clinton Creek），那是一个自1979年以来就已经关闭的石棉矿旧址。

## 边境口岸
Poker Creek–Little Gold Creek 边境口岸是美加邊界为数不多的联合建设的单一建筑的海关口岸之一。这个边境有一个小时的标准时区差异，只在夏季的上午8点到晚上8点期间开放（阿拉斯加时间）。边境哨所在南至育空地区白马市的路上都有提示，提醒旅行者这个边境在晚上9点到早上9点（育空时间）是关闭的，那段时间内绝对不允许任何人入境。2004年阿拉斯加泰勒综合大火燃烧到了美加邊界，可以在世界之巅公路的最西端看到。

## 图库

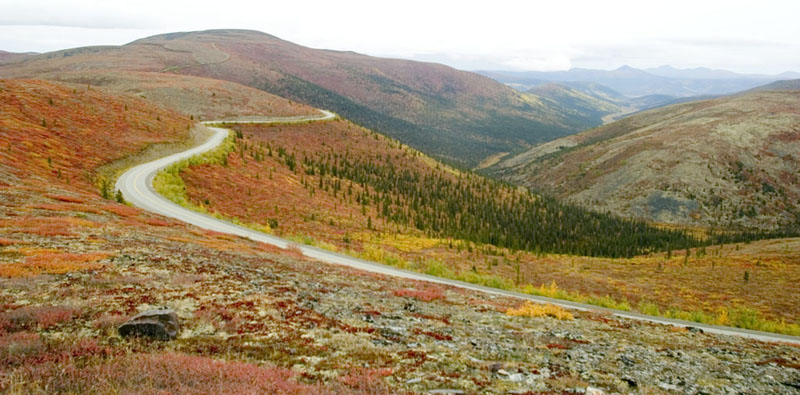
在九月的微光中，位于美加邊界附近的世界之巅公路
公路沿途的全景照片（育空地区）
公路上的景色（育空地区）
自然风景（育空地区）
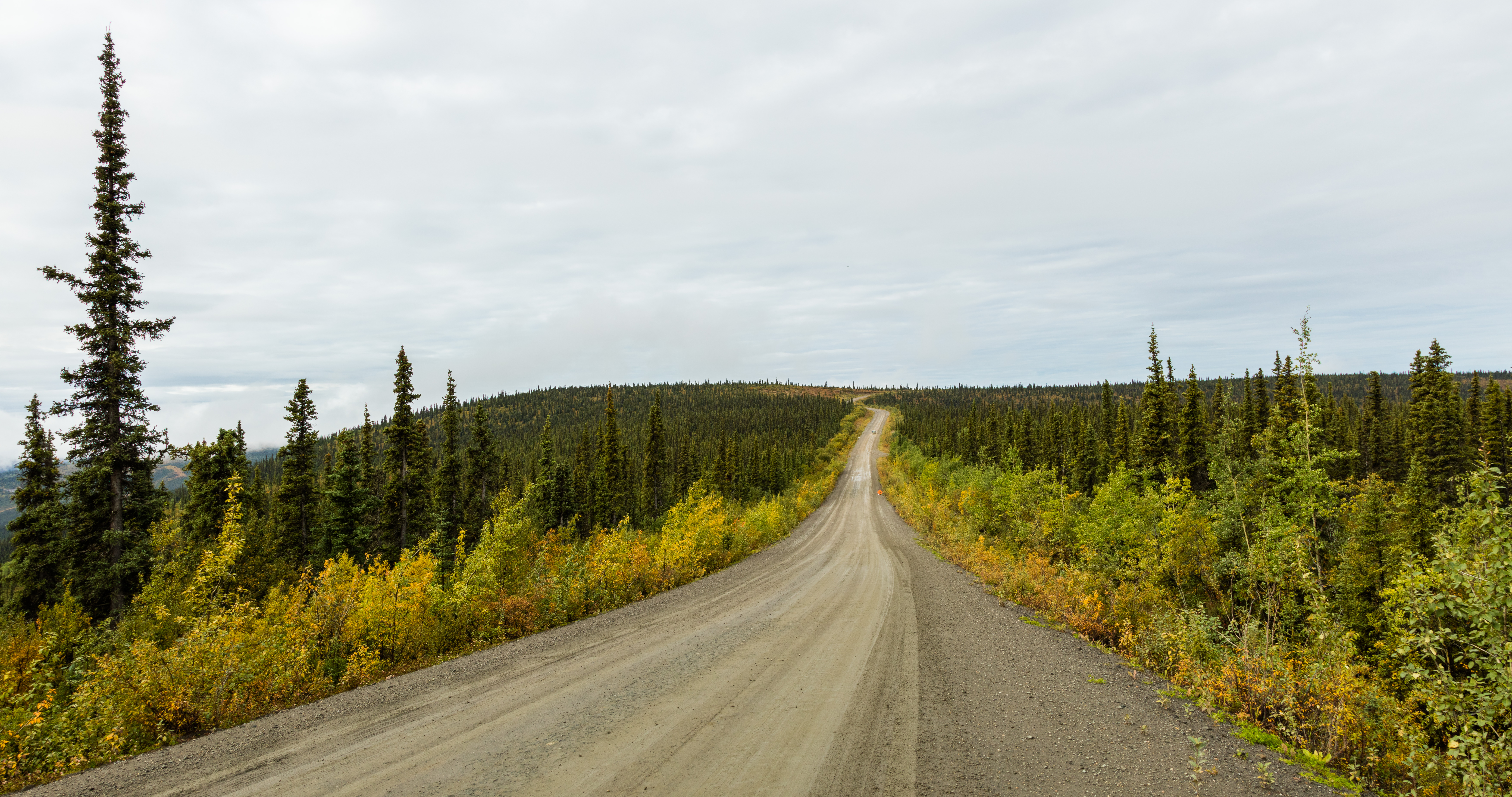
育空地区的未铺设道路
美加边境的全景照片